# Matt Deakin
Matt Deakin, ameriški veslač, * 20. maj 1980. 
Deakin je z ameriškim osmercem na Poletnih olimpijskih igrah 2004 v Atenah osvojil zlato medaljo. Čas 5:19,85, ki ga je dosegel čoln je bil takrat nov svetovni rekord.